# 熱機関
熱機関（、英: heat engine）とは、熱をエネルギー源とした機関である。装置外から熱を取り込むものと、装置内で生成した熱エネルギーを使用するものとがある。

## 熱機関の種類

### 内燃機関
内燃機関は、燃焼ガスが膨張する圧力で直接ピストンを押す・タービンを回転させるなどの仕事をするものである。自動車用の高速機関でも20 %以上、大型船舶用のユニフロー掃気ディーゼルエンジンでは50 %もの熱効率を引き出すなど、熱効率が高い反面、燃料の性質に制約がある。火花点火式等の場合は、点火栓による火炎の伝播によらない異常燃焼（プレイグニッションとデトネーション）が問題であり、オクタン価が主な焦点である。また、火炎伝播速度には限界があり、闇雲にシリンダー容積を大きくすることはできない。一方、ディーゼル式では逆に着火しやすさが焦点であり、セタン価となる。

### 外燃機関
外燃機関は、熱交換器により熱源の熱を作動ガス（作動気体）に与え、この作動ガスがピストンを押す・タービンを回転させるなどの仕事をするものである。代表的な実用例である蒸気機関車では熱効率10 %程度と効率のよい物ではないが、発電所の汽力発電系では40 %弱の効率を引き出している。なお理論的には、スターリングエンジンはカルノーサイクルに最も近い効率を引き出すことができる。作動流体と熱源・燃料が分離されているという原理から、熱源・燃料については、液体（重油）・固体（石炭・薪など）・原子力・太陽熱・廃熱などなど、自由度がある。

### 動力変換の種類
また、作動ガスのエネルギーを仕事として取り出す際、主としてガスの流速による場合、速度形（ジェット、ガスタービン、蒸気タービン等）と呼び、容積変化によるものを容積形（レシプロ蒸気、ガソリン、ディーゼル等）と呼ぶ。

## 熱機関の特徴と主な用途
| 構造     | 燃焼 | 動力変換 | 名称                         | 理論サイクル                                                 | 速度 | トルク | 出力制御 | 速度制御 | 始動時間 | 効率 | 動作原理 | 特徴                                                                                       | 主な用途                             |
| -------- | ---- | -------- | ---------------------------- | ------------------------------------------------------------ | ---- | ------ | -------- | -------- | -------- | ---- | --- | ------------------------------------------------------------------------------------------ | ------------------------------------ |
| 外燃機関 | 連続 | 速度形   | 蒸気タービン                 | ランキン・再熱・再生                                         | 高   | 低     | 適       | 不適     | 長       | 中   | 外部で発生させた高温の蒸気を羽根車（タービン）に吹きつける                                                         |                                                                                            | 汽力発電                             |
| 外燃機関 | 連続 | 容積形   | 蒸気機関                     | ランキン                                                     | 低   | 高     | 適       | 適       |          | 不良 | 外部で発生させた高温の蒸気をシリンダーに注入しピストンを往復運動させる                                             | 始動時のトルクが大きい                                                                     | 蒸気機関車                           |
| 外燃機関 | 連続 | 容積形   | スターリングエンジン         | スターリング（カーク）・ヴィルマイアー・ギフォードマクマホン | 低   | 高     | 適       | 適       | 中       | 最良 | 二つのシリンダー内の作動気体を外部の熱源で交互に加熱・冷却することにより差動的にピストンを往復運動させる           | 理論的にはカルノーサイクルと同じ熱効率                                                     | 実用化へ向けて研究段階               |
| 内燃機関 | 間欠 | 容積形   | 火花点火(SI)機関             | オットー・ミラーサイクル                                     | 中   | 中     | 適       | 適       | 中       | 中   | 燃料と空気の混合気をシリンダ内で圧縮したあとプラグで着火，燃焼・膨張させる                                         | スロットルで空気と燃料の混合気の量を制限することで出力の制御をする                         | 自動車                               |
| 内燃機関 | 間欠 | 容積形   | 高速ディーゼル(圧縮着火)機関 | サバテサイクル                                               | 低   | 高     | 適       | 適       | 中       | 良   | 空気を圧縮したシリンダ内に燃料を噴射して燃焼・膨張させる                                                           | スロットルを必要としないので熱効率が良い反面、空気と燃料の混合が難しく排気が汚くなりやすい | 貨物自動車・ディーゼル機関車・気動車 |
| 内燃機関 | 間欠 | 容積形   | 低速ディーゼル(圧縮着火)機関 | ディーゼルサイクル                                           | 低   | 高     | 適       | 適       | 中       | 良   | 空気を圧縮したシリンダ内に燃料を噴射して燃焼・膨張させる                                                           | スロットルを必要としないので熱効率が良い反面、空気と燃料の混合が難しく排気が汚くなりやすい | 船舶                                 |
| 内燃機関 | 連続 | 速度形   | ガスタービン機関             | ブレイトンサイクル                                           | 高   | 低     | 適       | 不適     | 中       | 中   | 圧縮機で空気を圧縮したところに燃料を噴射して燃焼させた高温気体を、タービン（羽根車）に吹き付けて直接回転運動を得る | 体積・質量あたり出力が大きい                                                               | ジェットエンジン                     |